# Liczby Armstronga

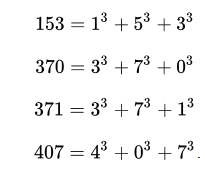
Przykłady liczb narcystycznych dla wykładnika równego 3.

Liczba Armstronga (narcystyczna) – n-cyfrowa liczba naturalna, która jest sumą swoich cyfr podniesionych do potęgi {\displaystyle n.}

## Definicja
Niech {\displaystyle a=\sum _{k=1}^{n}a_{k}b^{k-1}} będzie liczbą naturalną z reprezentacją {\displaystyle a_{n}a_{n-1}\ldots a_{1}} w systemie o podstawie {\displaystyle b} (tak więc {\displaystyle 0\leqslant a_{k}<b} dla {\displaystyle k=1,\dots ,n}). Jeśli dla pewnej liczby naturalnej {\displaystyle m} zachodzi
{\displaystyle a=\sum _{i=1}^{m}{a_{i}}^{m},}
to powiemy, że {\displaystyle a} jest m-narcystyczną liczbą w bazie {\displaystyle b}.
Liczba narcystyczna to n-cyfrowa n-narcystyczna liczba w bazie dziesiętnej. Tak więc liczby narcystyczne to n-cyfrowe liczby naturalne spełniające warunek:
{\displaystyle \sum \limits _{1\leqslant k\leqslant n}a_{k}^{n}=\sum \limits _{1\leqslant k\leqslant n}a_{k}10^{k-1},}
gdzie: {\displaystyle a_{n},a_{n-1},\dots ,a_{1}} to kolejne cyfry liczby (od najbardziej znaczącej do najmniej znaczącej).

## Własności
- Istnieją dokładnie cztery liczby 3-narcystyczne:

{\displaystyle 153=1^{3}+5^{3}+3^{3}}
{\displaystyle 370=3^{3}+7^{3}+0^{3}}
{\displaystyle 371=3^{3}+7^{3}+1^{3}}
{\displaystyle 407=4^{3}+0^{3}+7^{3}}
- Istnieją dokładnie trzy liczby 4-narcystyczne:

{\displaystyle 1634=1^{4}+6^{4}+3^{4}+4^{4}}
{\displaystyle 8208=8^{4}+2^{4}+0^{4}+8^{4}}
{\displaystyle 9474=9^{4}+4^{4}+7^{4}+4^{4}}
- Istnieją dokładnie trzy liczby 5-narcystyczne:

{\displaystyle 54748=5^{5}+4^{5}+7^{5}+4^{5}+8^{5}}
{\displaystyle 92727=9^{5}+2^{5}+7^{5}+2^{5}+7^{5}}
{\displaystyle 93084=9^{5}+3^{5}+0^{5}+8^{5}+4^{5}}
- Istnieje dokładnie jedna liczba 6-narcystyczna:

{\displaystyle 548834=5^{6}+4^{6}+8^{6}+8^{6}+3^{6}+4^{6}}
- Istnieją dokładnie cztery liczby 7-narcystyczne:

{\displaystyle 1741725=1^{7}+7^{7}+4^{7}+1^{7}+7^{7}+2^{7}+5^{7}}
{\displaystyle 4210818=4^{7}+2^{7}+1^{7}+0^{7}+8^{7}+1^{7}+8^{7}}
{\displaystyle 9800817=9^{7}+8^{7}+0^{7}+0^{7}+8^{7}+1^{7}+7^{7}}
{\displaystyle 9926315=9^{7}+9^{7}+2^{7}+6^{7}+3^{7}+1^{7}+5^{7}}
- Jeśli {\displaystyle x} jest liczbą narcystyczną, to

{\displaystyle 10^{n-1}\leqslant x\leqslant n9^{n}.}
Ponieważ {\displaystyle 10^{n-1}>n9^{n}} dla {\displaystyle n\geqslant 61,} to z powyższych nierówności wnioskujemy, że istnieje skończonie wiele liczb Armstronga. Pokazano, że istnieje dokładnie 88 takich liczb. Największa z nich to 115132219018763992565095597973971522401, składająca się z 39 cyfr.